# Паркинсон, Сесил
Сесил Паркинсон, барон Паркинсон англ. Cecil Edward Parkinson, Baron Parkinson; 1 сентября 1931, Карнфорт, графство Ланкашир, Великобритания — 22 января 2016) — британский государственный деятель, министр промышленности и торговли (1983), энергетики (1987—1989) и транспорта (1989—1990) Великобритании.

## Биография
Родился в скромной семье железнодорожника, учился в Ланкастер-Ройал-Граммар-Скул в Ланкастере. Затем изучал филологию и право в Эммануэль-колледже Кембриджского университета. Активно занимался лёгкой атлетикой, выиграв университетские соревнования в забегах на 220 и 440 ярдов. В годы учёбы поддерживал Лейбористскую партию и некоторое время даже был её членом. Военную службу прошел Унтер-офицером в рядах Королевских военно-воздушных сил Великобритании.
После окончания университета работал менеджером в компании Metal Box, позже стал консультантом. Затем прошел дополнительное обучение и получил квалификацию дипломированного бухгалтера, а в 1961 году основал компанию Parkinson-Hart Securities. Был заядлым болельщиком футбольного клуба «Престон Норт Энд», в 1988 году был участником программы о легендарном футболисте Томе Финни в передаче This Is Your Life.
В 1970 году был избран в Палату общин от округа Западный Энфилд, с 1974 года представлял округ Южный Хертфордшир, а с 1983 года до окончания депутатских полномочий в 1993 году — округ Хартсмир.
Неоднократно входил в кабинет министров партии консерваторов под руководством Маргарет Тэтчер:
- 1981—1983 годы — генеральный казначей Великобритании,
- 1982—1983 годы — канцлер герцогства Ланкастерского,
- июнь-октябрь 1983 года — министр промышленности и торговли,
- 1987—1989 годы — министр энергетики,
- 1989—1990 годы — министр транспорта Великобритании. На этом посту анонсировал строительство новых магистральных железнодорожных туннелей в Лондоне, ставших впоследствии известными под названием Crossrail.

Входил в состав узкого военного кабинета, который Тэтчер создала для ведения Фолклендской войны.
В 1981—1983 и 1997—1998 годах избирался председателем Консервативной партии.
После проведения им успешной для консерваторов кампании 1983 года получил назначение в правительство, однако вскоре был вынужден подать в отставку, когда выяснилось, что он является отцом дочери его секретарши. Тем не менее, в 1993 году смог добиться судебного запрета для СМИ называть имя его дочери. Ребёнок страдал от аутизма и должен был пройти в возрасте четырёх лет операцию по удалению опухоли головного мозга. Хотя он материально помогал дочери и в получении образования, на её 18-летие стало известно, что бывший министр никогда не видел ребёнка и даже не послал дочери поздравительной открытки.
Покинул политику сразу после отставки Маргарет Тэтчер с поста премьер-министра Великобритании.
После выборов 1992 года он был возведён в достоинство пожизненного пэра с титулом Барон Паркинсон. До своей добровольной отставки в сентябре 2015 года был членом Палаты лордов.
В 1998 году после отставки с поста председателя партии вновь объявил об уходе из политики, но вскоре был избран заместителем председателя группы Conservative Way Forward.
В 1992 году опубликовал мемуары, в которых утверждал, что при проведении решительной кампании Тэтчер выиграла бы второй тур выборов лидера Консервативной партии в 1990 году, когда её кабинет предупредил, что она проиграет, и убедил подать в отставку.